# Madison (Town, Dane County)
Die Town of Madison war eine Township im Dane County im US-amerikanischen Bundesstaat Wisconsin. Zum United States Census 2020 lebten in Madison 6.236 Menschen.
Das Gebiet des Township of Madison wurde im Laufe der Zeit mehr und mehr zerklüftet von der wachsenden Stadt Wisconsin. Aus diesem Grund wurde das Township im November 2022 aufgelöst und in die Städte Madison und Fitchburg integriert.

## Geografie
Die Town of Madison lag im Süden Wisconsins, im Vorortbereich von dessen Hauptstadt Madison. Der am Mississippi gelegene Schnittpunkt der drei Bundesstaaten Wisconsin, Iowa und Minnesota liegt rund 180 km westnordwestlich; nach Illinois sind es rund 65 km in südlicher Richtung.
Die Town of Madison lag im Zentrum des Dane County und bestand aus mehreren voneinander getrennten Teilen, die meist von der Stadt Madison umgeben waren. Einige südliche Teile grenzten an die Stadt Fitchburg. Aufgrund der fortschreitenden Zerklüftung wurde das Township im November 2022 aufgelöst und in die Städte Madison und Fitchburg integriert.